# Portugal op het Eurovisiesongfestival 1995
Portugal nam deel aan het Eurovisiesongfestival 1995 in Dublin, Ierland. Het was de 32ste deelname van het land op het Eurovisiesongfestival. De selectie verliep via het jaarlijkse Festival da Canção. De RTP was verantwoordelijk voor de Portugese bijdrage voor de editie van 1995.

## Selectieprocedure
Net zoals de voorbije jaren werd ook dit jaar de kandidaat gekozen via het jaarlijkse Festival da Canção.
De nationale finale werd gehouden in Lissabon en werd gepresenteerd door Carlos Mendes, Herman José en Sofia Morias.
In totaal deden er 8 artiesten mee aan deze finale.
De winnaar werd gekozen door een mix van jury en televoting.
| Volgorde | Artiest       | Lied                    | Punten | Plaats |
| -------- | ------------- | ----------------------- | ------ | ------ |
| 1        | Filipa Campeã | "Tiriri"                | 81     | 8      |
| 2        | Maria Enes    | Atlântica               | 82     | 7      |
| 3        | Ana Isabel    | "Tanto amor, tanto mar" | 135    | 2      |
| 4        | Pedro Miguéis | " Ainda é tempo"        | 119    | 4      |
| 5        | Ana Sofia     | " Travo doce"           | 97     | 5      |
| 6        | Mário Sereno  | " Vem um tempo"         | 93     | 6      |
| 7        | Tó Cruz       | Baunilha e chocolate    | 158    | 1      |
| 8        | Teresa Brito  | "Plural"                | 132    | 3      |

## In Dublin
In Ierland moest Portugal optreden als 16de na het Verenigd Koninkrijk en voor Cyprus.
Na de puntentelling bleek dat Portugal als 21ste was geëindigd met een totaal van 5 punten.
Nederland deed niet mee in 1995 en België had geen punten over voor deze inzending.

### Gekregen punten

#### Finale
| 12 punten | 10 punten   | 8 punten | 7 punten | 6 punten      |
| --------- | ----------- | -------- | -------- | ------------- |
|           |             |          |          |               |
| 5 punten  | 4 punten    | 3 punten | 2 punten | 1 punt        |
|           | - Frankrijk |          |          | - Griekenland |

### Punten gegeven door Portugal

#### Finale
Punten gegeven in de finale:
| 12 punten | Noorwegen           |
| 10 punten | Verenigd Koninkrijk |
| 8 punten  | Zweden              |
| 7 punten  | Spanje              |
| 6 punten  | Denemarken          |
| 5 punten  | Slovenië            |
| 4 punten  | Kroatië             |
| 3 punten  | Griekenland         |
| 2 punten  | Oostenrijk          |
| 1 punt    | Polen               |

1964 · 1965 · 1966 · 1967 · 1968 · 1969 · 1970 · 1971 · 1972 · 1973 · 1974 · 1975 · 1976 · 1977 · 1978 · 1979 · 1980 · 1981 · 1982 · 1983 · 1984 · 1985 · 1986 · 1987 · 1988 · 1989 · 1990 · 1991 · 1992 · 1993 · 1994 · 1995 · 1996 · 1997 · 1998 · 1999 · 2000 · 2001 · 2002 · 2003 · 2004 · 2005 · 2006 · 2007 · 2008 · 2009 · 2010 · 2011 · 2012 · 2013 · 2014 · 2015 · 2016 · 2017 · 2018 · 2019 · 2020 · 2021 · 2022 · 2023 · 2024 · 2025